# 珍珠齿螯蛛
珍珠齿螯蛛（学名：Enoplognatha margarita）为球蛛科齿螯蛛属的动物。分布于日本、韩国以及中国大陆的辽宁、甘肃、陕西、山西等地，常生活于果园、森林草丛中。该物种的模式产地在日本。